# Dayer Quintana
Pour les articles homonymes, voir Quintana.
Quintana  Rojas est un nom espagnol. Le premier nom de famille, en général paternel, est Quintana ; le second, en général maternel, souvent omis, est Rojas.
Dayer Uberney Quintana Rojas, né le 10 août 1992 à Cómbita (département de Boyacá), est un coureur cycliste colombien, membre de la formation Colombia Pacto por el Deporte. Il s'agit du frère cadet de Nairo Quintana.

## Biographie
Dayer Quintana naît le 10 août 1992 à Cómbita, dans le département de Boyacá en Colombie. Il est le frère de Nairo Quintana, de deux ans son aîné.
Mesurant 1,67 mètre pour 58 kilos, il intègre l'équipe Boyacá es Para Vivirla en 2010. Puis il s'enrôle dans la police nationale colombienne pour dans un premier temps faire partie d'une équipe de cyclisme la représentant. Mais les dirigeants de la police décident de changer de stratégie et d'abandonner l'idée d'une formation cycliste. Il doit alors interrompre sa carrière cycliste durant dix-huit mois, pour respecter son contrat avec les forces de l'ordre. En 2012, il retourne au cyclisme et intègre la formation Alcaldía de Tunja. Puis, l'année suivante, il traverse l'Atlantique, pour courir en Espagne, dans le club Lizarte, réserve de l'équipe professionnelle Movistar. Il y obtient quelques accessits dans des courses du calendrier national comme au Trofeo Santiago en Cos, par exemple, où il exprime ses talents de grimpeur.
Au mois d'octobre 2013, la formation UCI World Tour Movistar annonce avoir fait signer Dayer Quintana, à peine âgé de vingt-et-un ans, pour la saison 2014. Durant ses premiers mois avec cette équipe, il dispute notamment les classiques Milan-San Remo (58e), le Tour des Flandres et Paris-Roubaix, deux courses qu'il ne termine pas. Après une coupure commencée fin avril, il reprend la compétition en juillet au Tour d'Autriche. Il en remporte en solitaire l'étape-reine, au Kitzbüheler Horn. Deuxième d'étape trois jours plus tard, il termine neuvième du classement général. À la fin du mois, il est cinquième de la Classique d'Ordizia, remportée par son coéquipier Gorka Izagirre.
Il participe au Tour d'Italie 2015, son premier grand tour, afin d'acquérir de l'expérience. Victime d'une chute en début de course, il termine ce Giro à la 93e place. En fin de saison il prolonge son contrat avec la formation Movistar.
Il commence l'année 2016 en remportant le Tour de San Luis, en Argentine.
Début novembre 2017, malgré une année vierge de résultats probants (seule une treizième place lors de la Tour de la Communauté valencienne se détache), la presse annonce que l'équipe Movistar conserve une année de plus le frère cadet de son leader Nairo Quintana, arrivé quatre ans plus tôt.
Il n'est pas conservé par Movistar à l'issue de la saison 2018 et rejoint pour la saison suivante l'équipe italienne de troisième division mondiale Neri Sottoli - Selle Italia. En septembre 2019, il est recruté avec son frère Nairo par l'équipe bretonne de deuxième niveau mondial Arkéa-Samsic, pour un rôle de coéquipier sur les courses par étapes et les grands Tours.

## Palmarès et classements mondiaux

### Palmarès sur route
- 2013[1]
  - 2e du Trofeo Santiago en Cos
- 2014
  - 3e étape du Tour d'Autriche
- 2016
  - Classement général du Tour de San Luis
- 2018
  - 6e étape du Colombia Oro y Paz
- 2019
  - Circuit de Cómbita :
    - Classement général
    - 2e étape

### Résultats sur les grands tours

#### Tour de France
1 participation
- 2020 : 95e

#### Tour d'Italie
2 participations
- 2015 : 93e
- 2018 : 82e

### Classements mondiaux
| Année                                 | 2016  | 2017  | 2018  | 2019 | 2020  | 2021  | 2022  |
| ------------------------------------- | ----- | ----- | ----- | ---- | ----- | ----- | ----- |
| UCI World Tour                        | nc    | 320e  | 389e  |      |       |       |       |
| Classement mondial                    | 362e  | 1070e | 1191e | 724e | 1053e | 2339e | 1924e |
| UCI Europe Tour                       | 1363e | 1420e | nc    |      |       |       |       |
| UCI Asia Tour                         | 370e  | nc    | nc    |      |       |       |       |
| UCI America Tour                      | 31e   | 205e  | 121e  | 80e  | 85e   | 395e  | 301e  |
|                                       |       |       |       |      |       |       |       |
| Légende : nc = non classéSource : UCI |       |       |       |      |       |       |       |